# Fr$htillidix
Fr$htillidix – mixtape polskiego rapera Bedoesa. Wydawnictwo ukazało się 22 grudnia 2013 roku nakładem wytwórni muzycznej Freshville Records.

## Lista utworów
Opracowano na podstawie materiału źródłowego.
1. „Intro”
2. „Thxught$”
3. „XVII”
4. „Mvlibu”
5. „Nirwana”
6. „Odpływam”
7. „Skit 01”
8. „Truth”
9. „P$ychosis”
10. „Tak się robi kurwa rap”
11. „Modlitwa”
12. „Ulga”
13. „Blvck_swvmp”
14. „Skit 02”
15. „Jzm2”
16. „Ilu?”
17. „Kocham cię”
18. „Outro”
19. „Masoneria”
20. „Pxxplxxlfx”